# 다카시나노 에이시
타카시나노 에이시/요시코(일본어: 高階 栄子 たかしな の えいし/よしこ[*], 닌페이 원년 (1151년) ? - 켄포 4년 (1216년))는 헤이안 시대 말기부터 가마쿠라 시대 전기에 살은 여성이다. 아버지는 법인 스미구모 또는 상좌 쇼히로라고 한다. 어머니는 켄슌몬인의 유모인 타이라노 마사모리의 딸 마사코 (와카사노츠보네)라는 설이 있다. 통칭 탄고노츠보네 (丹後局)이다.

## 생애
고시라카와 법황의 측근이었던 타이라노 나리후사의 아내가 된다. 그리고 나리후사와의 사이에서 곤츄나곤이 되는 야마시나 노리시게 (후지와라노 사네노리의 유자(양자와 비슷)) 등 여러 명의 아이를 낳았다. 그러나 지쇼 3년의 정변으로 타이라노 키요모리에 의해 고시라카와 법황이 토바전에 유폐되자, 법황의 측근이었던 나리후사도 관위를 삭탈당한 후, 이즈국에 유배되었다. 그러나 나리후사는 탈주하려했기 때문에, 화가 난 키요모리의 수색에 의해 붙잡혀 후쿠하라에서 처형되었다.
나리후사 사후, 탄고노츠보네는 토바전에 유폐된 고시라카와 법황의 시종을 한다. 원래 미모의 소유자였었는지, 순식간의 법황의 총애를 받았다. 요와 원년 (1181년) 10월에는 법황의 황녀 킨시 내친왕을 낳았다. 같은 해 윤2월, 키요모리의 사망도 있었고, 이를 계기로 탄고노츠보네는 법황의 총애와 신임을 얻은 일인자가 되어 정치에도 개입하게 된다. 『옥엽』에서는 우대신 후지와라노 (쿠죠) 카네자네가 탄고노츠보네를 "정무에는 편파적인 입술에 있다 (요즘 정치는 그녀의 붉은 입술 하나에 좌우된다)."고 언급하고 있다. 조정의 공경들에게는 양귀비와 다름 없는 모습으로 비유될 정도였다.
쥬에이 2년 (1183년) 7월, 미나모토노 요시나카의 공세 전에 헤이시가 안토쿠 천황을 모시고 낙향했다. 8월, 법황은 안토쿠 천황을 폐하고, 새로운 천황을 옹립하려했는데, 이때 고토바 천황을 세우라고 건의한 것이 탄고노츠보네였다고 한다. 헤이시 멸망 후인 분지 2년 (1186년)부터는 가마쿠라의 미나모토노 요리토모와 안면을 트게 되어, 오오에노 히로모토와 여러 차례 교섭에 임했다. 분지 3년 (1187년) 2월에는 종3위에 올랐다. 겐큐 2년 (1191년) 6월, 킨시 내친왕의 원호선하가 있어 "센요몬인(宣陽門院)"이 되자, 탄고노츠보네는 종2위가 되었다.
겐큐 3년 (1192년), 법황이 붕어하자, 탄고노츠보네도 출가한다. 그러나 법황의 유언에 따라 야마시나에 소령 (야마시나 장원)을 부여받은 탄고노츠보네는 역시 유언에 따라 장강당령을 부여받은 센요몬인과 더불어 정치에 개입한다. 법황 사후 조정에서는 요리토모를 등에 업은 쿠죠 카네자네가 권세를 자랑했는데, 이 카네자네에 반대하는 일파가 츠치미카도 미치치카나 탄고노츠보네 등과 손을 잡고 대립한다.
탄고노츠보네는 요리토모와도 친밀한 관계에 있었던 듯, 요리토모와는 항상 천물을 주고받는다는 이야기도 있었다. 그러나 요리토모의 딸 오오히메를 고토바 천황에 입내시키려 한 것에는 소극적이었으며, 츠치미카도 미치치카와 함께 쿠죠 카네자네를 실각시키는데 성공하였다. 이것을 겐큐 7년의 정변이라고 한다. 이후 조정의 실권은 젊은 고토바 천황을 대신하여 탄고노츠보네와 미치치카가 장악하였으나, 켄닌 2년 (1202년)에 미치치카가 사망하였고, 이어 고토바 상황이 본격적으로 인세이를 개시하자, 탄고노츠보네의 위신은 급속히 추락한다.
이후 탄고노츠보네는 조정에서 떠나 죽은 남편 나리후사의 소령에 있던 정토사에서 살았다. 이 때문에 "정토사 2위"로 불렸다고 한다.
사망년도는 이설도 많지만 켄포 4년 (1216년) 2월 혹은 3월이 유력하다. 유령인 야마시나 장원은 둘째 아들인 노리시게가 상속하고, 이후 노리시게의 후손들은 야마시나가의 가명을 자칭하게 된다.

## 일족과켄슌몬인지시(시게코)와의 깊은 관계
타카시나노 에이시(요시코)의 백모인 와카사노츠보네는, 고시라카와 천황의 뇨고 켄슌몬인 타이라노 지시(시게코)의 유모였다. 그녀는 타이라노 지시(시게코)가 뇨고가 되었을 때 이후 정식으로 대궐 뇨보가 되어, 지시(시게코) 붕어 후에도 "동궁 안토쿠 (지시(시게코)의 손자)의 유모처럼 집권한 사람이다"라고 불릴 정도로 권세를 갖고 있었다. 또 와카사노츠보네와 마찬가지로 타카시나노 에이시(요시코)의 고모 야마토, 히고, 히고의 딸 미카와 (켄슌몬인의 총애를 받았다.), 에이시(요시코)의 언니 스오토, 사촌동생 무사시, 무사시의 딸 히타치, 이즈미, 이가 등 적어도 8명이 켄슌몬인의 딸이었다.
작가 스기모토 소노코는 와카사노츠보네의 어머니인 에이시(요시코)의 할머니는 헤이시 출신으로 그 인연으로 지시(시게코)의 유모가 된 것이 아닌가 추측하고 있다. 또한, 에이시(요시코) 자신이 이 연결고리에서 천황 나이시 뇨고 지시(시게코)를 일찍부터 섬겼으며, 그 미모와 총명한 처신으로 법황에게 적지 않은 관심을 받았을 것으로 추측하고 있다.

## 나리후사와의 결혼 연도에 대한 추측
타케우치 리조는 겐큐 2년 (1191년)에 행해진 에이시(요시코)의 50강 역수를 중시해, 이 해에 에이시(요시코)가 50세로 추정했다. 이에 대해 스기모토 소노코는 "50강"에 대해 경전을 강구하는 일수에 따라 구별되는 것이며, 또한 역수와는 생전에 미리 스스로를 위해, 혹은 후세를 위해 불사를 짓고 명복을 비는 것이며, 헤이안 시대도 말기로 갈수록 이러한 예는 성행하고 있다고 하여, 역수일과 시주의 나이는 관계없다고 해석하였다. 생몰년이 분명한 차남 노리시게와 관위의 승진 상태, 혼인 사정으로 미루어 결혼 연도는 쵸칸 1년이나 2년 (1163년 - 1164년) 즈음 또는 에이시(요시코)의 탄생은 큐안 5년 (1149년) 경의 일로 추측하고 있다.

## 관련 작품

### TV 드라마
- 풀이 불탄다 (1979년, NHK대하드라마) - 연기：쿠사부에 미츠코
- 요시츠네 (2005년, NHK대하드라마) - 연기：나츠키 마리
- 가마쿠라도노의 13인 (2022년, NHK대하드라마) - 연기：스즈키 쿄카

### 만화
- 『燁輝妃』 (작：이치카와 준, 1996년, 주인공이 에이시)